# Difficulté de la langue
On nomme difficultés de la langue (française, etc.) les différents pièges qui se dressent au moment de la rédaction d'un texte. Ces difficultés doivent être évitées pour respecter le bon usage et le génie de la langue. Certains dictionnaires sont spécialisés sur la question des difficultés de la langue.

## Difficulté ou figure de style?
Certaines difficultés ne sont plus considérées comme fautives si elles sont intentionnelles. Ce sont alors plutôt des figures de style. C'est le cas, notamment, du pléonasme qu'on peut nommer également périssologie quand il est nécessairement fautif. On pourrait également penser à l'utilisation d'un janotisme pour créer un effet comique.

## Difficultés de la langue dans le monde
Certaines difficultés de la langue sont communes à des communautés linguistiques, tandis que d'autres sont particulières à une région. Par exemple, au diable vert pour au diable vauvert est relevé à la fois au Québec et en France, mais fanatisme, prononcé fanatizme ou j'arrive de suite pour j'arrive tout de suite sont des tournures qu'on ne retrouve qu'en Europe.

## Types de difficultés de la langue
- Amphibologie
- Anacoluthe
- Anglicisme (au sens premier, n'est qu'un emprunt à l'anglais, mais possède une connotation péjorative)
- Barbarisme
- Calque (en traduction)
- Faux-ami (en traduction)
- Homonyme
- Homophone
- Janotisme
- Lapalissade ou truisme
- Paronyme
- Pléonasme ou périssologie
- Régionalisme (parfois condamné par les grammairiens, de là, par exemple, l'expression canadianisme de bon aloi)
- Solécisme
- Zeugme